# Llista de topònims de Mollerussa
Llista de topònims (noms propis de lloc) del municipi de Mollerussa, a Pla d'Urgell
Informació actualitzada per un bot. Els canvis manuals es perdran quan s'actualitzi!

## casa
| imatge | Nom                                          | Ubicat a   | instància de | Detalls                                                     | coordenades                                                                                          | Protecció                                  | Commons (més fotos)                          | Dades a WD                    |
| ------ | -------------------------------------------- | ---------- | ------------ | ----------------------------------------------------------- | --- | ------------------------------------------ | -------------------------------------------- | ----------------------------- |
|        | Bloc de pisos plaça Major, 17                | Mollerussa | casa         | Estil: arquitectura popular 20th century                    | 41° 37′ 45″ N, 0° 53′ 39″ E / 41.62912°N,0.89421°E ca:Pl. Major,17 248 msnm                          | bé cultural d'interès local                | Bloc de pisos plaça Major, 17                | Modifica les dades a Wikidata |
|        | Ca l'Ishanda                                 | Mollerussa | casa         | Estil: noucentisme 20th century                             | 41° 37′ 54″ N, 0° 53′ 33″ E / 41.63163°N,0.89262°E ca:C. Duran i Bas, 30 246 msnm                    | bé cultural d'interès local                | Ca l'Ishanda (Mollerussa)                    | Modifica les dades a Wikidata |
|        | Cal Bosch                                    | Mollerussa | casa         | Estil: arquitectura popular                                 | 41° 37′ 46″ N, 0° 53′ 36″ E / 41.6295°N,0.8932°E ca:Plaça Manuel Bertran, 6                          | bé cultural d'interès local                | Cal Bosch (Mollerussa)                       | Modifica les dades a Wikidata |
|        | Cal Castelló                                 | Mollerussa | casa         | Estil: arquitectura modernista Estat: enderrocat o destruït | 41° 37′ 49″ N, 0° 53′ 28″ E / 41.630277777778°N,0.89111111111111°E ca:Carrer Ferrer i Busquets, 9    | bé integrant del patrimoni cultural català | Cal Castelló (Mollerussa)                    | Modifica les dades a Wikidata |
|        | Cal Cobatxo                                  | Mollerussa | casa         |                                                             | 41° 37′ 44″ N, 0° 53′ 41″ E / 41.6289°N,0.89459°E                                                    | bé integrant del patrimoni cultural català | Cal Cobatxo                                  | Modifica les dades a Wikidata |
|        | Cal Duc                                      | Mollerussa | casa         | Estil: noucentisme                                          | 41° 37′ 54″ N, 0° 53′ 43″ E / 41.6316°N,0.89536°E ca:Carrer Prat de la Riba, 6-8-10                  | bé integrant del patrimoni cultural català | Cal Duc (Mollerussa)                         | Modifica les dades a Wikidata |
|        | Cal Jaques                                   | Mollerussa | casa         | Estil: arquitectura modernista                              | 41° 37′ 44″ N, 0° 53′ 38″ E / 41.6289°N,0.89401°E ca:Plaça Major, 14                                 | bé cultural d'interès local                | Cal Jaques (Mollerussa)                      | Modifica les dades a Wikidata |
|        | Cal Menutx                                   | Mollerussa | casa         | Estil: noucentisme                                          | 41° 37′ 47″ N, 0° 53′ 39″ E / 41.6296°N,0.8941°E                                                     | bé integrant del patrimoni cultural català | Cal Menutx                                   | Modifica les dades a Wikidata |
|        | Casa Niubó                                   | Mollerussa | casa         | Estil: arquitectura modernista 1900s                        | 41° 37′ 54″ N, 0° 53′ 39″ E / 41.631666666667°N,0.89416666666667°E ca:Carrer Carme, 52               | bé cultural d'interès local                | Casa Niubó (Mollerussa)                      | Modifica les dades a Wikidata |
|        | Casa Pintó                                   | Mollerussa | casa         | Estil: noucentisme arquitectura eclèctica 20th century      | 41° 37′ 07″ N, 0° 53′ 12″ E / 41.61863°N,0.88665°E ca:Passeig de la Torre Pintó 249 msnm             | bé cultural d'interès local                | Casa Pintó (Mollerussa)                      | Modifica les dades a Wikidata |
|        | Casa Prim                                    | Mollerussa | casa         | Estil: arquitectura modernista 20th century                 | 41° 37′ 52″ N, 0° 53′ 49″ E / 41.631111111111°N,0.89694444444444°E ca:Avinguda de la Generalitat, 18 | bé integrant del patrimoni cultural català | Casa Prim (Mollerussa)                       | Modifica les dades a Wikidata |
|        | Casa Rembler                                 | Mollerussa | casa         | Estil: arquitectura popular                                 | 41° 37′ 51″ N, 0° 53′ 42″ E / 41.63073°N,0.89496°E                                                   | bé integrant del patrimoni cultural català | Casa Rembler (Mollerussa)                    | Modifica les dades a Wikidata |
|        | Casa Vilaró                                  | Mollerussa | casa         | Estil: noucentisme                                          | 41° 37′ 47″ N, 0° 53′ 25″ E / 41.6298°N,0.89016°E ca:Carrer Ferrer i Busquets                        | bé cultural d'interès local                | Casa Vilaró (Mollerussa)                     | Modifica les dades a Wikidata |
|        | Cases Barates                                | Mollerussa | casa         | Estil: noucentisme                                          | 41° 38′ 01″ N, 0° 53′ 32″ E / 41.63348°N,0.8921°E                                                    | bé integrant del patrimoni cultural català | Cases Barates (Mollerussa)                   | Modifica les dades a Wikidata |
|        | Torre Culleré                                | Mollerussa | casa         | 20th century                                                | 41° 38′ 00″ N, 0° 53′ 45″ E / 41.63327°N,0.89584°E ca:Ctra. de Linyola 248 msnm                      | bé cultural d'interès local                | Torre Culleré (Mollerussa)                   | Modifica les dades a Wikidata |
|        | Torre Noguesa                                | Mollerussa | casa         | Estil: arquitectura popular 19th century                    | 41° 37′ 36″ N, 0° 53′ 59″ E / 41.62664°N,0.89962°E ca:Carrer del Mestre Josep Capell 258 msnm        | bé integrant del patrimoni cultural català | Torre Noguesa (Mollerussa)                   | Modifica les dades a Wikidata |
|        | habitatge a l'avinguda de la Generalitat, 12 | Mollerussa | casa         | Estil: noucentisme                                          | 41° 37′ 50″ N, 0° 53′ 48″ E / 41.63061°N,0.8968°E                                                    | bé cultural d'interès local                | Habitatge a l'avinguda de la Generalitat, 12 | Modifica les dades a Wikidata |

## edifici
| imatge | Nom                           | Ubicat a   | instància de           | Detalls                     | coordenades                                                                                                | Protecció                                  | Commons (més fotos)                        | Dades a WD                    |
| ------ | ----------------------------- | ---------- | ---------------------- | --------------------------- | --- | ------------------------------------------ | ------------------------------------------ | ----------------------------- |
|        | Casa al canal d'Urgell        | Mollerussa | edifici                | Estil: arquitectura popular | 41° 37′ 47″ N, 0° 53′ 22″ E / 41.6297°N,0.88941°E                                                          | bé cultural d'interès local                | Casa del Canal d'Urgell (Mollerussa)       | Modifica les dades a Wikidata |
|        | Centre d'Atenció Primària     | Mollerussa | edifici                | 20th century                | 41° 37′ 25″ N, 0° 53′ 35″ E / 41.62364°N,0.89307°E ca:Ctra. de Miralcamp 249 msnm                          | bé integrant del patrimoni cultural català | Centre d'Atenció Primària (Mollerussa)     | Modifica les dades a Wikidata |
|        | Societat Recreativa l'Amistat | Mollerussa | edifici                | Estil: arquitectura popular | 41° 37′ 47″ N, 0° 53′ 47″ E / 41.6298°N,0.89638°E ca:Carrer de Ferrer i Busquets / Carrer Ciutat de Lleida | bé integrant del patrimoni cultural català | Societat Recreativa l'Amistat (Mollerussa) | Modifica les dades a Wikidata |
|        | la Farinera                   | Mollerussa | edifici                | Estil: arquitectura popular | 41° 37′ 29″ N, 0° 53′ 59″ E / 41.6248°N,0.89961°E ca:Camí de Belianes                                      | bé integrant del patrimoni cultural català | La Farinera (Mollerussa)                   | Modifica les dades a Wikidata |
|        | la Forestal d'Urgell          | Mollerussa | edifici fàbrica negoci | Estil: arquitectura popular | 41° 37′ 30″ N, 0° 53′ 30″ E / 41.625062°N,0.891706°E                                                       | bé integrant del patrimoni cultural català | La Forestal d'Urgell                       | Modifica les dades a Wikidata |
|        | la Vilaclosa (Mollerussa)     | Mollerussa | edifici                |                             | 41° 37′ 45″ N, 0° 53′ 37″ E / 41.6291°N,0.89371°E                                                          | bé integrant del patrimoni cultural català | La Vilaclosa (Mollerussa)                  | Modifica les dades a Wikidata |

## església
| imatge | Nom                                      | Ubicat a   | instància de | Detalls                                                 | coordenades                                                         | Protecció                   | Commons (més fotos)                         | Dades a WD                    |
| ------ | ---------------------------------------- | ---------- | ------------ | ------------------------------------------------------- | ------------------------------------------------------------------- | --------------------------- | ------------------------------------------- | ----------------------------- |
|        | antiga església parroquial de Sant Jaume | Mollerussa | església     | Estil: gòtic tardà 18th century                         | 41° 37′ 47″ N, 0° 53′ 39″ E / 41.629794°N,0.894064°E ca:Desaparegut |                             | Antiga església de Sant Jaume de Mollerussa | Modifica les dades a Wikidata |
|        | capella de Sant Isidor                   | Mollerussa | església     | Estil: arquitectura gòtica arquitectura del Renaixement | 41° 37′ 43″ N, 0° 53′ 37″ E / 41.62874°N,0.89364°E                  | bé cultural d'interès local | Capella de Sant Isidor                      | Modifica les dades a Wikidata |

## estació de ferrocarril
| imatge | Nom                   | Ubicat a   | instància de           | Detalls                       | coordenades                                                            | Protecció                                  | Commons (més fotos)           | Dades a WD                    |
| ------ | --------------------- | ---------- | ---------------------- | ----------------------------- | ---------------------------------------------------------------------- | ------------------------------------------ | ----------------------------- | ----------------------------- |
|        | Estació de Mollerussa | Mollerussa | estació de ferrocarril |                               | 41° 37′ 55″ N, 0° 53′ 49″ E / 41.63183333333333°N,0.8968611111111111°E |                                            | Mollerussa train station      | Modifica les dades a Wikidata |
|        | Estació del Nord      | Mollerussa | estació de ferrocarril | Estil: arquitectura del ferro | 41° 37′ 56″ N, 0° 53′ 50″ E / 41.6321°N,0.89731°E                      | bé integrant del patrimoni cultural català | Estació del Nord (Mollerussa) | Modifica les dades a Wikidata |

## polígon industrial
| imatge | Nom                              | Ubicat a   | instància de       | Detalls | coordenades                                                          | Protecció | Commons (més fotos) | Dades a WD                    |
| ------ | -------------------------------- | ---------- | ------------------ | ------- | -------------------------------------------------------------------- | --------- | ------------------- | ----------------------------- |
|        | Polígon industrial Camí d'Arbeca | Mollerussa | polígon industrial |         | 41° 36′ 57″ N, 0° 53′ 54″ E / 41.6158305360651°N,0.898389860628987°E |           |                     | Modifica les dades a Wikidata |
|        | Polígon industrial Estació       | Mollerussa | polígon industrial |         | 41° 38′ 02″ N, 0° 53′ 42″ E / 41.6339088414478°N,0.895065286560157°E |           |                     | Modifica les dades a Wikidata |
|        | Polígon industrial Ronda Ponent  | Mollerussa | polígon industrial |         | 41° 37′ 17″ N, 0° 53′ 04″ E / 41.6213952443634°N,0.884573860690837°E |           |                     | Modifica les dades a Wikidata |
|        | Polígon industrial Sud           | Mollerussa | polígon industrial |         | 41° 37′ 07″ N, 0° 53′ 35″ E / 41.6185510370137°N,0.893008470847464°E |           |                     | Modifica les dades a Wikidata |

## societat
| imatge | Nom                           | Ubicat a   | instància de | Detalls    | coordenades | Protecció | Commons (més fotos) | Dades a WD                    |
| ------ | ----------------------------- | ---------- | ------------ | ---------- | ----------- | --------- | ------------------- | ----------------------------- |
|        | Ondupacart, S.A.              | Mollerussa | societat     | 1969-12-31 |             |           |                     | Modifica les dades a Wikidata |
|        | Papelera del Principado, S.A. | Mollerussa | societat     | 1978       |             |           |                     | Modifica les dades a Wikidata |

## Misc
| imatge | Nom                             | Ubicat a                                            | instància de                                   | Detalls                                                           | coordenades                                                        | Protecció                                  | Commons (més fotos)                 | Dades a WD                    |
| ------ | ------------------------------- | --------------------------------------------------- | ---------------------------------------------- | ----------------------------------------------------------------- | ------------------------------------------------------------------ | ------------------------------------------ | ----------------------------------- | ----------------------------- |
|        | Casa forta de Mollerussa        | Mollerussa                                          | casa forta                                     |                                                                   | 41° 37′ 48″ N, 0° 53′ 39″ E / 41.6299215°N,0.8942058°E             |                                            |                                     | Modifica les dades a Wikidata |
|        | Mollerussa                      | Mollerussa                                          | entitat singular de població capital municipal | 15680 hab                                                         | 41° 38′ 00″ N, 0° 54′ 00″ E / 41.63333°N,0.9°E 248 msnm            |                                            |                                     | Modifica les dades a Wikidata |
|        | Molí d'oli de Cal Calçoner      | Mollerussa                                          | molí Ús: trull                                 | Estil: arquitectura popular                                       | 41° 37′ 57″ N, 0° 53′ 47″ E / 41.6326°N,0.89639°E                  | bé integrant del patrimoni cultural català | Molí d'oli de Cal Calçoner          | Modifica les dades a Wikidata |
|        | Sant Jaume de Mollerussa        | Mollerussa                                          | església parroquial                            | Arquitecte: Isidre Puig i Boada Estil: historicisme arquitectònic | 41° 37′ 49″ N, 0° 53′ 37″ E / 41.6304°N,0.89368°E                  | bé integrant del patrimoni cultural català | Església de Sant Jaume (Mollerussa) | Modifica les dades a Wikidata |
|        | casa consistorial de Mollerussa | Mollerussa                                          | casa consistorial                              | 1950s                                                             | 41° 37′ 47″ N, 0° 53′ 39″ E / 41.6297°N,0.89409°E                  | bé integrant del patrimoni cultural català | Ajuntament de Mollerussa            | Modifica les dades a Wikidata |
|        | creu de terme de Mollerussa     | Mollerussa                                          | creu de terme                                  | Estil: gòtic tardà                                                | 41° 37′ 49″ N, 0° 53′ 38″ E / 41.6304°N,0.89384°E                  | bé integrant del patrimoni cultural català | Creu de terme de Mollerussa         | Modifica les dades a Wikidata |
|        | la Serra                        | Mollerussa Miralcamp Torregrossa Sidamon Fondarella | element geogràfic                              |                                                                   | 41° 36′ 37″ N, 0° 51′ 16″ E / 41.610191°N,0.854439°E               |                                            |                                     | Modifica les dades a Wikidata |
|        | lo Molinet                      | Mollerussa                                          | masia                                          |                                                                   | 41° 36′ 57″ N, 0° 52′ 37″ E / 41.615811513625°N,0.87686436739394°E |                                            |                                     | Modifica les dades a Wikidata |
|        | mercat municipal de Mollerussa  | Mollerussa                                          | mercat                                         |                                                                   | 41° 37′ 47″ N, 0° 53′ 40″ E / 41.62968°N,0.894339°E                |                                            |                                     | Modifica les dades a Wikidata |
|        | pla de la Serra                 | Mollerussa Torregrossa                              | indret                                         |                                                                   | 41° 36′ 33″ N, 0° 51′ 28″ E / 41.6093°N,0.857839°E 290 msnm        |                                            |                                     | Modifica les dades a Wikidata |
|        | sitja de Mollerussa             | Mollerussa                                          | sitja                                          | Estil: Tipo D 1962 Estat: enderrocat o destruït Superfície: 433m² | 41° 37′ 26″ N, 0° 53′ 34″ E / 41.624°N,0.8926388888888889°E        |                                            |                                     | Modifica les dades a Wikidata |